# قصي عبطيني
قصي عبطيني (وُلد عام 2002 وتُوفيّ في الثامن من تمّوز/يوليو 2016 في حلب) كان طفلًا ممثلًا من سوريا حيثُ اشتهر بعدما لعبَ دور البطولة في الفيلم الكوميدي «أم عبدو الحلبيّة» الذي بُثَّ على قناة حلب تي في التي تتبعُ المعارضة السورية.

## المسيرة المهنيّة
درسَ عبطيني في مدرسة عبد الرحمن الغافقي؛ وبدأَ العمل في المجال السينمائي وهو صغير حيثُ لم يكن يتجاوزُ عمره السبع سنواتٍ حينها. تطوّر مستوى قُصي؛ وبدأَ فعليًا في الظهور في بعض الفيديوهات القصيرة التي كانت تُصوَّر بين الفينة والأخرى في مدينة حلب القديمة.
نشر قصي عددًا من الفيديوهات من مدينة حلب؛ والتي عبّر في بعضها عن أسفهِ لما وصلت له المدينة من تدميرٍ؛ كما قدَّم عددًا من المسرحيّات المدرسية التي لعبَ في بعضها دور جندي ثائرٍ خلال حربٍ أهلية في مشهدٍ يُجسِّد الحالة السورية.
زادت شهرة قصي عبطيني بعدما لعبَ دور أبو عبدو في فيلم «أم عبدو الحلبيّة» الذي بُثَّ على قناة حلب اليوم المعارضِة وعلى يوتيوب. جسَّد الفيلم طاقم تمثيلٍ يتكوَّن بالكاملِ من أطفال لعبوا دور شخصيات بالغين؛ وقد أُنتج في حلب خلال أحداث الحرب الأهلية السورية متناولًا بذلك حياة الشعب السوري في حلب أثناء الحرب. ظهرَ عبطيني في السنة الأولى من الإنتاج؛ ومع تقدمه في السنّ استُبدل بممثلٍ أصغر منه في الموسم الثاني.

## النشاط السياسي
بدأَ قصي عبطيني المشاركة في الاحتجاجات الشعبيّة ضد النظام السوري عندما كان يبلغُ من العمر ثماني سنوات وذلك إلى جانبِ شقيقه الأكبر الذي التحقَ فيما بعدُ بالجيش السوري الحر في حين أخذ قصي دورة الإسعافات الأولية في مستشفى القدس.

## الوفاة
مع تشديد حصار حلب في حزيران/يوليو 2016؛ قرر والدُ عبطيني اصطحابه إلى تركيا لكنّ ذلك لم يتم بعدما قُتل قصي في الثامن من ذاك الشهر في غارةٍ جويةٍ شنّها سلاح الجو العربي السوري وذلك أثناء سفره في سيارةٍ مع والده – الذي نجا خلال الهجوم – في مدينةِ حلب.